# 마법의 별 매지네이션
《마법의 별 매지네이션》(영어: Magi-Nation)은 카드 게임 매지네이션 듀얼을 기반으로 한 TV 애니메이션 시리즈이다. 이 시리즈는 캐나다 방송 공사, 대원미디어와 쿠키 자 엔터테인먼트가 공동 제작했다. 이 시리즈는 2007년 9월 8일부터 2008년 4월 12일까지 CBC 텔레비전에서 방영되었다.
대한민국에서는 2008년 6월 11일부터 2008년 10월 2일까지 SBS TV를 통해 방영되었다.

## 등장인물
- 토니 존스 (영어: Tony Jones)
- 에딘 (영어: Edyn)
- 비시워그 (영어: Bisiwog)
- 스트래그 (영어: Strag)
- 프리프 (영어: Freep)
- 오르윈 (영어: Orwin)
- 아시오 (영어: Ashio)
- 우거 (영어: Ugger)
- 푸로크 (영어: Furok)
- 아그람 (영어: Agram)
- 코르그 (영어: Korg)
- 나롬 (영어: Naroom)
- 하이런 (영어: Hyren)
- 제드 (영어: Zed)
- 드자먼더 (영어: Djarmander)

## 우리말 출연[1]
- 태오 - 박찬희
- 룸바 - 이원준
- 나래 - 박신희
- 코비 - 김장
- 마루 - 안종덕
- 프립 - 홍진욱
- 오원 - 김정호
- 아그람 - 신성호
- 보그 - 조동희
- 제드 - 서문석
- 오라클 - 한수림

## 스태프
오프닝 크레딧
- 주제곡제작 - 해피뉴이어
- 녹음 - 오승훈
- 종합편집 - 김학정
- 번역 - 이형선
- 연출 - 곽경숙
- © 2007 Magi-Nation Productions Inc. & Daewon Media Co., Ltd., SBS Productions Inc.

엔딩 크레딧
- 총감독 - 팽유원
- 제작 총지휘 - 정욱
- 제작 - 안현동, Michael Hirsh, Pamela Slavin
- 기획 - 함욱호
- 프로듀서 - 이천우, 김불경, 김원규, 조민성, 성하목, Marlene Schmidt, 곽경숙
- 시나리오 - Michael Sloan, Kevin Lund
- 번역 - 이형선
- 노래 - 유재광
- 녹음/믹싱 - 장근선, 오승훈
- 종합편집 - 윤영석
- 연출 - 곽경숙
- 애니메이션 제작 - 동우애니메이션(주) (현·동우에이앤이)
- 기획제작 - 대원미디어(주) / Cookie Jar Entertainment (현·와일드브레인)